# Danh sách nước theo mức tiêu thụ điện
Đây là danh sách các nước theo mức tiêu thụ điện năng, lấy từ quyển The World Factbook  Lưu trữ ngày 28 tháng 1 năm 2012 tại Wayback Machine của CIA vào tháng 3 năm 2006. Danh sách này bao gồm một số lãnh thổ và thuộc địa.
| Xếp hạng nước có chủ quyền | Quốc gia                                 | Mức tiêu thụ kWh/năm | Thời điểm | Tiêu thụ bình quân(kWh/năm) |
| -------------------------- | ---------------------------------------- | -------------------- | --------- | --------------------------- |
| —                          | Thế giới                                 | 14.280.000.000,000   | 2003      | 2.215                       |
| 1                          | Hoa Kỳ                                   | 4.104.900.000,000    | 2006      | 12.187                      |
| 2                          | Cộng hòa nhân dân Trung Hoa              | 2.824.800.000,000    | 2006      | 2.140                       |
| —                          | EU                                       | 2.711.000.000,000    | 2002      | 5.906                       |
| 3                          | Nhật Bản                                 | 1.033.258.000,000    | 2006      | 7.424                       |
| 4                          | Nga                                      | 811.500.000.000      | 2004      | 5.679                       |
| 5                          | Canada                                   | 520.900.000.000      | 2003      | 16.047                      |
| 6                          | Ấn Độ                                    | 519.000.000.000      | 2003      | 481                         |
| 7                          | Đức                                      | 510.400.000.000      | 2003      | 6.189                       |
| 8                          | Pháp                                     | 478.000.000.000      | 2006      | 7.791                       |
| 9                          | Brasil                                   | 371.400.000.000      | 2003      | 1.975                       |
| 10                         | Anh                                      | 346.100.000.000      | 2003      | 5.784                       |
| 11                         | Hàn Quốc                                 | 303.300.000.000      | 2003      | 4.303                       |
| 12                         | Ý                                        | 302.200.000.000      | 2003      | 5.143                       |
| 13                         | Tây Ban Nha                              | 231.200.000.000      | 2003      | 5.207                       |
| 14                         | México                                   | 224.600.000.000      | 2004      | 2.090                       |
| 15                         | Đài Loan (Trung Hoa dân quốc)            | 206.100.000.000      | 2004      | 9.016                       |
| 16                         | Úc                                       | 200.700.000.000      | 2003      | 10.035                      |
| 17                         | Nam Phi                                  | 197.400.000.000      | 2003      | 4.162                       |
| 18                         | Ukraina                                  | 153.100.000.000      | 2003      | 3.307                       |
| 19                         | Thổ Nhĩ Kỳ                               | 140.300.000.000      | 2005      |                             |
| 20                         | Ả Rập Xê Út                              | 134.900.000.000      | 2003      |                             |
| 21                         | Iran                                     | 132.100.000.000      | 2003      |                             |
| 22                         | Thụy Điển                                | 131.800.000.000      | 2003      | 14.685                      |
| 23                         | Ba Lan                                   | 121.300.000.000      | 2004      | 3.148                       |
| 24                         | Thái Lan                                 | 107.300.000.000      | 2003      |                             |
| 25                         | Na Uy                                    | 106.100.000.000      | 2003      | 22.859                      |
| 26                         | Indonesia                                | 101.800.000.000      | 2003      |                             |
| 27                         | Hà Lan                                   | 101.600.000.000      | 2003      |                             |
| 28                         | Argentina                                | 83.310.000.000       | 2003      |                             |
| 29                         | Venezuela                                | 81.320.000.000       | 2003      |                             |
| 30                         | Bỉ                                       | 79.660.000.000       | 2003      |                             |
| 31                         | Phần Lan                                 | 78.940.000.000       | 2003      | 14.872                      |
| 32                         | Ai Cập                                   | 78.160.000.000       | 2003      |                             |
| 33                         | Malaysia                                 | 73.630.000.000       | 2003      |                             |
| 34                         | Pakistan                                 | 71.540.000.000       | 2003      |                             |
| 35                         | Áo                                       | 57.450.000.000       | 2003      |                             |
| 36                         | Cộng hòa Czech                           | 56.500.000.000       | 2003      |                             |
| 37                         | Thụy Sĩ                                  | 55.860.000.000       | 2003      |                             |
| 38                         | Hy Lạp                                   | 53.500.000.000       | 2005      |                             |
| 39                         | Kazakhstan                               | 52.550.000.000       | 2003      |                             |
| 40                         | Uzbekistan                               | 48.450.000.000       | 2003      |                             |
| 41                         | România                                  | 45.160.000.000       | 2003      | 2.027                       |
| 42                         | Philippines                              | 44.480.000.000       | 2003      |                             |
| 43                         | Chile                                    | 44.130.000.000       | 2003      |                             |
| 44                         | Bồ Đào Nha                               | 44.010.000.000       | 2003      |                             |
| 45                         | Colombia                                 | 42.850.000.000       | 2003      |                             |
| 46                         | Israel                                   | 39.670.000.000       | 2003      |                             |
|                            | Hong Kong (Trung Quốc)                   | 38.430.000.000       | 2003      |                             |
| 47                         | Các Tiểu Vương quốc Ả Rập Thống nhất     | 38.320.000.000       | 2002      |                             |
| 48                         | New Zealand                              | 37.030.000.000       | 2003      |                             |
| 49                         | Hungary                                  | 36.960.000.000       | 2003      |                             |
| 50                         | Việt Nam                                 | 36.920.000.000       | 2003      |                             |
| 51                         | Serbia và Montenegro                     | 36.620.000.000       | 2003      |                             |
| 52                         | Kuwait                                   | 35.520.000.000       | 2003      |                             |
| 53                         | Belarus                                  | 34.300.000.000       | 2004      |                             |
| 54                         | Iraq                                     | 33.300.000.000       | 2005      |                             |
| 55                         | Bulgaria                                 | 31.750.000.000       | 2003      |                             |
| 56                         | Đan Mạch                                 | 31.680.000.000       | 2003      | 5.624                       |
| 57                         | Singapore                                | 30.890.000.000       | 2003      |                             |
| 58                         | Syria                                    | 25.280.000.000       | 2003      |                             |
| 59                         | Slovakia                                 | 25.230.000.000       | 2003      |                             |
| 60                         | Algérie                                  | 24.900.000.000       | 2003      |                             |
| 61                         | Ireland                                  | 22.970.000.000       | 2003      |                             |
|                            | Puerto Rico (Mỹ)                         | 21.420.000.000       | 2003      |                             |
| 62                         | Peru                                     | 21.090.000.000       | 2003      |                             |
| 63                         | Azerbaijan                               | 20.250.000.000       | 2003      |                             |
| 64                         | Maroc                                    | 17.580.000.000       | 2003      |                             |
| 65                         | Triều Tiên                               | 17.430.000.000       | 2003      |                             |
| 66                         | Bangladesh                               | 16.200.000.000       | 2003      |                             |
| 67                         | Croatia                                  | 15.810.000.000       | 2003      |                             |
| 68                         | Tajikistan                               | 15.050.000.000       | 2003      |                             |
| 69                         | Cuba                                     | 14.620.000.000       | 2003      |                             |
| 70                         | Nigeria                                  | 14.460.000.000       | 2003      |                             |
| 71                         | Libya                                    | 13.390.000.000       | 2003      |                             |
| 72                         | Slovenia                                 | 12.470.000.000       | 2003      |                             |
| 73                         | Cộng hòa Dominican                       | 11.710.000.000       | 2003      |                             |
| 74                         | Zimbabwe                                 | 11.220.000.000       | 2003      |                             |
| 75                         | Tunisia                                  | 10.760.000.000       | 2003      |                             |
| 76                         | Liban                                    | 10.670.000.000       | 2003      |                             |
| 77                         | Ecuador                                  | 10.550.000.000       | 2003      |                             |
| 78                         | Mozambique                               | 10.460.000.000       | 2003      |                             |
| 79                         | Oman                                     | 9.582.000.000        | 2003      |                             |
| 80                         | Litva                                    | 9.109.000.000        | 2003      | 2547                        |
| 81                         | Qatar                                    | 9.053.000.000        | 2003      |                             |
| 82                         | Bosnia và Herzegovina                    | 8.849.000.000        | 2003      |                             |
| 83                         | Turkmenistan                             | 8.847.000.000        | 2002      |                             |
| 84                         | Kyrgyzstan                               | 8.783.000.000        | 2003      |                             |
| 85                         | Georgia                                  | 8.630.000.000        | 2003      |                             |
| 86                         | Iceland                                  | 8.619.000.000        | 2004      | 28.787                      |
| 87                         | Jordan                                   | 7.959.000.000        | 2003      |                             |
| 88                         | Uruguay                                  | 7.762.000.000        | 2003      |                             |
| 89                         | Costa Rica                               | 7.120.000.000        | 2003      |                             |
| 90                         | Estonia                                  | 7.024.000.000        | 2003      |                             |
| 91                         | Myanma                                   | 6.875.000.000        | 2003      |                             |
| 92                         | Bahrain                                  | 6.830.000.000        | 2003      |                             |
| 93                         | Sri Lanka                                | 6.796.000.000        | 2003      |                             |
| 94                         | Albania                                  | 6.760.000.000        | 2004      |                             |
| 95                         | Jamaica                                  | 6.124.000.000        | 2003      |                             |
| 96                         | Luxembourg                               | 6.112.000.000        | 2003      |                             |
| 97                         | Guatemala                                | 6.025.000.000        | 2003      |                             |
| 98                         | Latvia                                   | 5.839.000.000        | 2003      |                             |
| 99                         | Trinidad và Tobago                       | 5.651.000.000        | 2003      |                             |
| 100                        | Zambia                                   | 5.345.000.000        | 2003      |                             |
| 101                        | Cộng hòa Macedonia                       | 5.289.000.000        | 2003      |                             |
| 102                        | Ghana                                    | 5.081.000.000        | 2003      |                             |
| 103                        | Panama                                   | 4.870.000.000        | 2003      |                             |
| 104                        | El Salvador                              | 4.450.000.000        | 2004      |                             |
| 105                        | Armenia                                  | 4.420.000.000        | 2003      |                             |
| 106                        | Honduras                                 | 4.369.000.000        | 2003      |                             |
| 107                        | Cộng hòa dân chủ Congo                   | 4.324.000.000        | 2003      |                             |
| 108                        | Kenya                                    | 4.238.000.000        | 2003      |                             |
| 109                        | Bolivia                                  | 3.963.000.000        | 2003      |                             |
| 110                        | Síp                                      | 3.535.000.000        | 2003      |                             |
| 111                        | Paraguay                                 | 3.528.000.000        | 2003      |                             |
| 112                        | Cote d'Ivoire                            | 3.418.000.000        | 2003      |                             |
| 113                        | Lào                                      | 3.298.000.000        | 2003      |                             |
| 114                        | Moldova                                  | 3.036.000.000        | 2003      |                             |
| 115                        | Tanzania                                 | 2.959.000.000        | 2003      |                             |
| 116                        | Sudan                                    | 2.943.000.000        | 2003      |                             |
| 117                        | Mông Cổ                                  | 2.908.000.000        | 2004      |                             |
| 118                        | Yemen                                    | 2.827.000.000        | 2003      |                             |
| 119                        | Cameroon                                 | 2.779.000.000        | 2003      |                             |
| 120                        | Botswana                                 | 2.641.000.000        | 2004      |                             |
| 121                        | Brunei                                   | 2.473.000.000        | 2003      |                             |
| 122                        | Namibia                                  | 2.372.000.000        | 2003      |                             |
| 123                        | Nicaragua                                | 2.343.000.000        | 2003      |                             |
| 124                        | Nepal                                    | 2.299.000.000        | 2003      |                             |
| 125                        | Malta                                    | 1.936.000.000        | 2003      | 4840                        |
| 126                        | Ethiopia                                 | 1.914.000.000        | 2003      |                             |
| 127                        | Suriname                                 | 1.873.000.000        | 2003      |                             |
| 128                        | Mauritius                                | 1.805.000.000        | 2003      |                             |
| 129                        | Angola                                   | 1.782.000.000        | 2003      |                             |
| 130                        | Bahamas                                  | 1.683.000.000        | 2003      |                             |
|                            | Macau (Trung Quốc)                       | 1.682.000.000        | 2003      |                             |
| 131                        | Papua New Guinea                         | 1.481.000.000        | 2003      |                             |
|                            | Nouvelle-Calédonie (Pháp)                | 1.470.000.000        | 2003      |                             |
| 132                        | Uganda                                   | 1.448.000.000        | 2003      |                             |
| 133                        | Gabon                                    | 1.383.000.000        | 2003      |                             |
| 134                        | Sénégal                                  | 1.239.000.000        | 2003      |                             |
| 135                        | Malawi                                   | 1.206.000.000        | 2003      |                             |
| 136                        | Eswatini                                 | 1.161.000.000        | 2003      |                             |
|                            | Martinique (Pháp)                        | 1.120.000.000        | 2003      |                             |
|                            | Réunion (Pháp)                           | 1.107.000.000        | 2003      |                             |
|                            | Guadeloupe (Pháp)                        | 1.084.000.000        | 2003      |                             |
| 137                        | Afghanistan                              | 1.042.000.000        | 2003      |                             |
|                            | Quần đảo Virgin thuộc Hoa Kỳ (Mỹ)        | 967.300.000          | 2003      |                             |
|                            | Antilles thuộc Hà Lan (Hà Lan)           | 945.800.000          | 2003      |                             |
|                            | Guam (Mỹ)                                | 781.300.000          | 2003      |                             |
| 138                        | Madagascar                               | 767.700.000          | 2003      |                             |
| 139                        | Mali                                     | 762.600.000          | 2003      |                             |
| 140                        | Barbados                                 | 761.700.000          | 2003      |                             |
| 141                        | Guyana                                   | 724.500.000          | 2003      |                             |
| 142                        | Fiji                                     | 721.400.000          | 2003      |                             |
| 143                        | Guinea                                   | 720.800.000          | 2003      |                             |
|                            | Aruba (Hà Lan)                           | 716.100.000          | 2003      |                             |
| 144                        | Togo                                     | 654.300.000          | 2003      |                             |
| 145                        | Jersey (Anh)                             | 630.100.000          | 2004      |                             |
| 146                        | Cộng hòa Congo                           | 619.000.000          | 2003      |                             |
|                            | Bermuda (Anh)                            | 580.300.000          | 2003      |                             |
| 147                        | Bénin                                    | 538.200.000          | 2003      |                             |
| 148                        | Haiti                                    | 507.800.000          | 2003      |                             |
| 149                        | Liberia                                  | 473.800.000          | 2003      |                             |
|                            | Polynesia thuộc Pháp (Pháp)              | 459.200.000          | 2003      |                             |
|                            | Guiana thuộc Pháp (Pháp)                 | 432.600.000          | 2003      |                             |
|                            | Quần đảo Cayman (Anh)                    | 411.000.000          | 2003      |                             |
| 150                        | Lesotho                                  | 363.500.000          | 2003      |                             |
| 151                        | Burkina Faso                             | 349.300.000          | 2003      |                             |
| 152                        | Niger                                    | 263.900.000          | 2003      |                             |
| 153                        | Saint Lucia                              | 261.400.000          | 2003      |                             |
| 154                        | Eritrea                                  | 251.900.000          | 2003      |                             |
| 155                        | Bhutan                                   | 250.300.000          | 2003      |                             |
| 156                        | Sierra Leone                             | 242.400.000          | 2003      |                             |
|                            | Quần đảo Faroe (Đan Mạch)                | 242.000.000          | 2003      |                             |
|                            | Greenland (Đan Mạch)                     | 225.300.000          | 2003      |                             |
| 157                        | Seychelles                               | 224.400.000          | 2003      |                             |
| 158                        | Djibouti                                 | 223.200.000          | 2003      |                             |
| 159                        | Somalia                                  | 219.100.000          | 2003      |                             |
| 160                        | Liên bang Micronesia                     | 178.600.000          | 2002      |                             |
| 161                        | Mauritania                               | 172.600.000          | 2003      |                             |
| 162                        | Grenada                                  | 148.600.000          | 2003      |                             |
| 163                        | Burundi                                  | 141.400.000          | 2003      |                             |
| 164                        | Gambia                                   | 130.200.000          | 2003      |                             |
| 165                        | Maldives                                 | 125.600.000          | 2003      |                             |
| 166                        | Rwanda                                   | 121.100.000          | 2003      |                             |
|                            | Samoa thuộc Mỹ (Mỹ)                      | 120.900.000          | 2003      |                             |
| 167                        | Campuchia                                | 115.000.000          | 2003      |                             |
| 168                        | Belize                                   | 111.600.000          | 2003      |                             |
| 169                        | Chad                                     | 111.600.000          | 2003      |                             |
| 180                        | Samoa                                    | 107.900.000          | 2003      |                             |
| 181                        | Saint Kitts và Nevis                     | 103.900.000          | 2003      |                             |
|                            | Gibraltar (Anh)                          | 98.690.000           | 2003      |                             |
| 182                        | Trung Phi                                | 98.580.000           | 2003      |                             |
| 183                        | Antigua và Barbuda                       | 93.000.000           | 2003      |                             |
| 184                        | Saint Vincent và Grenadines              | 88.350.000           | 2003      |                             |
| 185                        | Tây Sahara                               | 83.700.000           | 2003      |                             |
| 186                        | Dominica                                 | 65.090.000           | 2003      |                             |
| 187                        | Guinea-Bissau                            | 52.080.000           | 2003      |                             |
| 188                        | Quần đảo Solomon                         | 51.150.000           | 2003      |                             |
|                            | Anguilla (Anh)                           | 42.600.000           | NA        |                             |
| 189                        | Cape Verde                               | 41.060.000           | 2003      |                             |
|                            | Saint Pierre và Miquelon (Pháp)          | 41.060.000           | 2003      |                             |
| 190                        | Vanuatu                                  | 38.130.000           | 2003      |                             |
|                            | Quần đảo Virgin thuộc Anh (Anh)          | 32.130.000           | 2003      |                             |
| 191                        | Tonga                                    | 31.620.000           | 2003      |                             |
| 192                        | Guinea xích đạo                          | 27.370.000           | 2003      |                             |
|                            | Quần đảo Cook (New Zealand)              | 26.040.000           | 2003      |                             |
| 193                        | Nauru                                    | 21.390.000           | 2003      |                             |
|                            | Quần đảo Falkland (Islas Malvinas) (Anh) | 20.680.000           | 2003      |                             |
| 194                        | Comoros                                  | 16.740.000           | 2003      |                             |
| 195                        | Sao Tome và Principe                     | 13.950.000           | 2003      |                             |
| 196                        | Kiribati                                 | 11.160.000           | 2003      |                             |
|                            | Saint Helena (Anh)                       | 4.650.000            | 2003      |                             |
|                            | Quần đảo Turks và Caicos (Anh)           | 4.650.000            | 2003      |                             |
|                            | Niue (NZ)                                | 2.790.000            | 2003      |                             |
|                            | Montserrat (Anh)                         | 1.860.000            | 2003      |                             |